# This Is Elodie X Christmas EP
This Is Elodie X Christmas EP è il primo EP della cantante italiana Elodie, pubblicato l'11 dicembre 2020.

## Antefatti e pubblicazione
Successivamente alla pubblicazione del terzo album in studio This Is Elodie, la cantante ha annunciato la pubblicazione dell'EP This Is Elodie X Christmas EP comprendente la rivisitazione in versione acustica di Guaranà, Margarita, Pensare male e Andromeda.
Una seconda versione del progetto in formato CD è stato pubblicato in collaborazione con OVS, comprendente due cover dei classici natalizi Jingle Bell Rock e I Saw Mommy Kissing Santa Claus, i cui proventi sono devoluti a Save the Children.

## Tracce
Versione CD
1. Jingle Bells Rock – 2:10
2. I Saw Mommy Kissing Santa Claus – 2:35
3. Guaranà (An Intimate Performance) – 3:06
4. Margarita (An Intimate Performance) – 2:32
5. Pensare male (An Intimate Performance) – 3:29
6. Andromeda (An Intimate Performance) – 3:23

Versione vinile, streaming e download digitale
1. Guaranà (An Intimate Performance) – 3:06
2. Margarita (An Intimate Performance) – 2:32
3. Pensare male (An Intimate Performance) – 3:29
4. Andromeda (An Intimate Performance) – 3:23